# Kansas City Mavericks
Kansas City Mavericks je profesionální americký klub ledního hokeje, který sídlí v Independence (nedaleko Kansas City) ve státě Missouri. Do ECHL vstoupil v ročníku 2014/15 a hraje v Horské divizi v rámci Západní konference. Před vstupem do ECHL působil několik let v Central Hockey League. Své domácí zápasy odehrává v hale Silverstein Eye Centers Arena s kapacitou 5 800 diváků. Klubové barvy jsou černá, oranžová, světle modrá a bílá. Jedná se o farmu klubů Calgary Flames (NHL) a Stockton Heat (AHL).

## Historické názvy
Zdroj:
- 2009 – Missouri Mavericks
- 2017 – Kansas City Mavericks

## Přehled ligové účasti
Zdroj: 
- 2009–2010: Central Hockey League (Severní divize)
- 2010–2012: Central Hockey League (Turnerova divize)
- 2012–2014: Central Hockey League
- 2014–2016: East Coast Hockey League (Centrální divize)
- 2016–2017: East Coast Hockey League (Horská divize)
- 2017–2018: East Coast Hockey League (Centrální divize)
- 2018– : East Coast Hockey League (Horská divize)